# Min elskede (film fra 2002)
|  | Denne artikel er oprettet af botten PalnaBot ud fra en ekstern database. Den kan derfor have sproglige fejl eller mangler. Denne skabelon kan fjernes efter kontrol af indholdet. |

 For alternative betydninger, se Min elskede. (Se også artikler, som begynder med Min elskede)
Min elskede er en dokumentarfilm instrueret af Dorte Høeg Brask efter manuskript af Dorte Høeg Brask.

## Handling
Jeg leder efter kærligheden. Troede lige jeg havde fundet ham, så gik han fra mig... Nu vil han gerne igen, eller vil kærligheden... men jeg ved ikke om jeg kan. Dagbog. Instruktøren vil undersøge forholdet til sin kæreste. Hun filmer ham for at trænge ind, lære ham at kende med kameraet. Inden længe begynder forelskelsen at slå over i tvivl, og filmen kommer til at handle om, hvad kærligheden gør ved os. Om sårbarhed og angst, om manglen på tilgivelse og hengivelse. Filmen udvikler sig til et drama, og parret ender et sted, ingen af dem havde forestillet sig. Filmen er en del af serien »Min'«